# Грайвороны (Московская область)
Грайвороны — деревня в городском округе Коломна Московской области. До 2017 года входила в Биорковское сельское поселение Коломенского района.

## География
Находится на высоте 173 м над уровнем моря.

## История

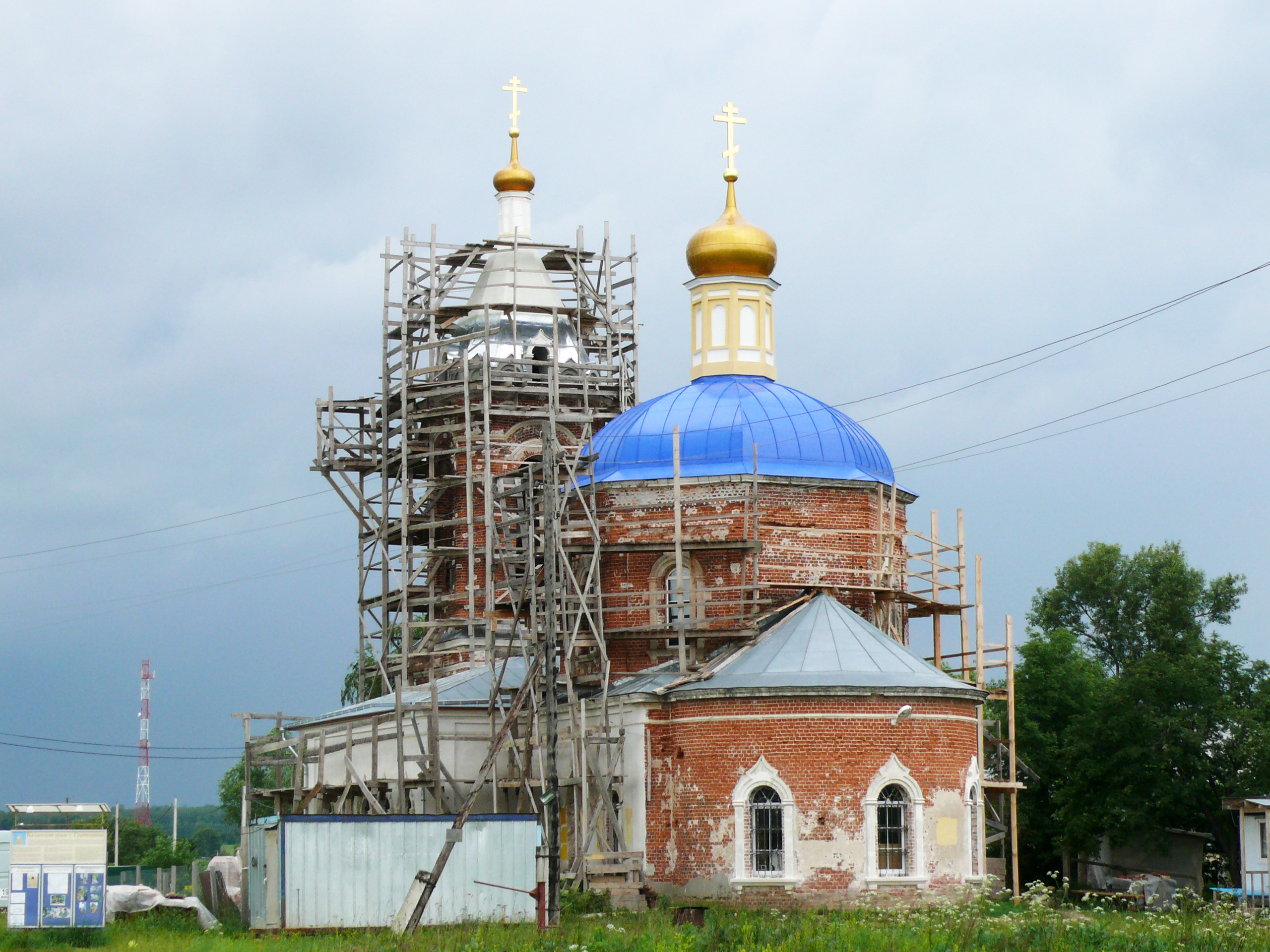
Реставрация церкви Казанской иконы Божией Матери в Грайворонах (2012 г.)

На 1917 год Грайвороны — село Коломенского уезда Московской губернии. В деревне есть православная церковь иконы Казанской Божией Матери, которая была закрыта в 1929 году, вновь открыта в 1995 году, после чего начался её ремонт. Церковь восстанавливается под руководством настоятеля, председателя военного отдела Коломенского благочиния священника Дмитрия Измайлова.

## Население
| 2002 | 2006 | 2010 | 2021 |
| ---- | ---- | ---- | ---- |
| 8    | →8   | ↗9   | ↗28  |